# رودريغو مونيز (لاعب كرة قدم)
رودريغو مونيز (بالإسبانية: Rodrigo Muniz)‏ هو لاعب كرة قدم أوروغواياني، ولد في 1 سبتمبر 2001 في بونتا دل إيستي في الأوروغواي.

## وصلات خارجية
- رودريغو مونيز (لاعب كرة قدم) على موقع قاعدة بيانات كرة القدم.إي يو (الإنجليزية)
- رودريغو مونيز (لاعب كرة قدم) على موقع Soccerway.com (الإنجليزية)